# Lex Plaetoria
A Lex Plaetoria, az a római törvény, amelynek értelmében a 25 évnél fiatalabb serdült (pubes minor XXV annis), aki nincs atyai hatalom alatt, a magistratustól gondnok kirendelését kérheti és ekkor cselekvőképessége éppen annyira korlátolt, mint a gyámság alatt álló infans maioré; de alkothat végrendeletet és valamely szerződés megerősítésére ígérő (promissorius) esküt tehet.